# Jamides amarauge
Jamides amarauge är en fjärilsart som beskrevs av Druce 1891. Jamides amarauge ingår i släktet Jamides och familjen juvelvingar. Inga underarter finns listade i Catalogue of Life.